# ФК «Ювентус» у сезоні 1935—1936
ФК «Ювентус» у сезоні 1935—1936 — сезон італійського футбольного клубу «Ювентус».

## Склад команди
| № | Поз. | Нац.   | Гравець             |
| - | ---- | ------ | ------------------- |
|   | ВР   | Італія | Чезаре Валінассо    |
|   | ВР   | Італія | Еугеніо Стаккіоне   |
|   | ЗХ   | Італія | П'єтро Рава         |
|   | ЗХ   | Італія | Вірджиніо Розетта   |
|   | ЗХ   | Італія | Альфредо Фоні       |
|   | ПЗ   | Італія | Луїджі Бертоліні    |
|   | ПЗ   | Італія | Джованні Варльєн    |
|   | ПЗ   | Італія | Маріо Варльєн       |
|   | ПЗ   | Італія | Теобальдо Депетріні |
|   | ПЗ   | Італія | Луїс Монті          |

| № | Поз. | Нац.   | Гравець           |
| - | ---- | ------ | ----------------- |
|   | НП   | Італія | Альдо Борель      |
|   | НП   | Італія | Феліче Борель     |
|   | НП   | Італія | Гульєльмо Габетто |
|   | НП   | Італія | Армандо Дієна     |
|   | НП   | Італія | Ліно Касон        |
|   | НП   | Італія | Умберто Менті     |
|   | НП   | Італія | Гастоне Прендато  |
|   | НП   | Італія | П'єтро Серантоні  |

## Чемпіонат Італії
|                         |     | Турнірна таблиця 1935-1936 | О  | І  | В  | Н  | П  | М+ | М- |
| ----------------------- | --- | -------------------------- | -- | -- | -- | -- | -- | -- | -- |
| Вийшов до Кубка Мітропи | 1.  | «Болонья»                  | 40 | 30 | 15 | 10 | 5  | 39 | 21 |
| Вийшов до Кубка Мітропи | 2.  | «Рома»                     | 39 | 30 | 16 | 7  | 7  | 32 | 20 |
| Вийшов до Кубка Мітропи | 3.  | «Торіно»                   | 38 | 30 | 16 | 6  | 8  | 49 | 33 |
| Вийшов до Кубка Мітропи | 4.  | «Амброзіана-Інтер»         | 36 | 30 | 14 | 8  | 8  | 61 | 34 |
|                         | 5.  | «Ювентус»                  | 35 | 30 | 13 | 9  | 8  | 46 | 33 |
|                         | 6.  | «Трієстина»                | 32 | 30 | 10 | 12 | 8  | 46 | 39 |
|                         | 7.  | «Лаціо»                    | 30 | 30 | 11 | 8  | 11 | 48 | 42 |
|                         | 8.  | «Мілан»                    | 28 | 30 | 10 | 8  | 12 | 40 | 41 |
|                         | 9.  | «Наполі»                   | 28 | 30 | 11 | 6  | 13 | 42 | 45 |
|                         | 10. | «Алессандрія»              | 28 | 30 | 9  | 10 | 11 | 34 | 37 |
|                         | 11. | «Дженова 1893»             | 28 | 30 | 7  | 14 | 9  | 38 | 44 |
|                         | 12. | «Фіорентина»               | 27 | 30 | 10 | 7  | 13 | 32 | 42 |
|                         | 13. | «Самп'єрдаренезе»          | 27 | 30 | 9  | 9  | 12 | 32 | 49 |
|                         | 14. | «Барі»                     | 25 | 30 | 7  | 11 | 12 | 26 | 38 |
| Вибув до Серії B        | 15. | «Палермо»                  | 23 | 30 | 10 | 3  | 17 | 24 | 50 |
| Вибув до Серії B        | 16. | «Брешія»                   | 16 | 30 | 5  | 6  | 19 | 21 | 42 |

## Кубок Мітропи
| 1/8 перший матч 16 червня 1935 | Вікторія (Пльзень)         | 3:3        | Ювентус                    | Плзень                                                 |  |
| 18:20 CET | Бина 19' Биро 36' Гесс 60' | (протокол) | Борель 24' Феррарі 33' 61' | Стадіон: Вікторія Глядачі: 16 000 Суддя: Міхай Іванчич |  |
| Вікторія: Вацлав Дедич, Йоганн Вана, Богумил Мудра, Ярослав Бештяк, Штефан Биро, Ярослав Влчек (к), Вацлав Горак, Ладислав Чулик, Вилем Червений, Карел Гесс, Владимир Бина, тренер: Їндржих Провіта Ювентус: Чезаре Валінассо, Вірджиніо Розетта (к), Альфредо Фоні, Маріо Варльєн, Луїс Монті, Луїджі Бертоліні, Армандо Дієна, Феліче Борель, Гульєльмо Габетто, Джованні Феррарі, Ренато Чезаріні, тренер: Вірджиніо Розетта |                            |            |                            |                                                        |  |

| 1/8 другий матч 23 червня 1935 | Ювентус                                 | 5:1        | Вікторія (Пльзень) | Турин                                                          |  |
| 18:00 CET | Феррарі 9' 87' Борель 24' 68' Дієна 36' | (протокол) | Горак 70'          | Стадіон: Беніто Муссоліні Глядачі: 14 000 Суддя: Алоїз Беранек |  |
| Ювентус: Чезаре Валінассо, Вірджиніо Розетта (к), Альфредо Фоні, Маріо Варльєн, Луїс Монті, Луїджі Бертоліні, Армандо Дієна, Феліче Борель, Гульєльмо Габетто, Джованні Феррарі, Ренато Чезаріні, тренер: Вірджиніо Розетта Вікторія: Вацлав Дедич, Йоганн Вана, Богумил Мудра, Ярослав Бештяк, Штефан Биро, Ярослав Влчек (к), Вацлав Горак, Ладислав Чулик, Вилем Червений, Карел Гесс, Владимир Бина, тренер: Їндржих Провіта |                                         |            |                    |                                                                |  |

| 1/4 перший матч 30 червня 1935 | Хунгарія          | 1:3        | Ювентус                           | Будапешт                                                      |  |
| 18:00 CET | Мюллер 75' (пен.) | (протокол) | Феррарі 50' Габетто 65' Дієна 67' | Стадіон: "Хунгарія керут Глядачі: 17 000 Суддя: Алоїз Беранек |  |
| Хунгарія: Йожеф Уйварі, Дьюла Манді (к), Карой Кіш, Імре Егрі, Густав Шебеш, Янош Дудаш, Ференц Шаш, Гайнріх Мюллер, Ласло Чех, Йожеф Турай, Паль Тіткош, тренер: Імре Шенкей Ювентус: Чезаре Валінассо, Вірджиніо Розетта (к), Альфредо Фоні, Маріо Варльєн, Луїс Монті, Луїджі Бертоліні, Армандо Дієна, Феліче Борель, Гульєльмо Габетто, Джованні Феррарі, Ренато Чезаріні, тренер: Вірджиніо Розетта |                   |            |                                   |                                                               |  |

| 1/4 другий матч 6 липня 1935 | Ювентус     | 1:1        | Хунгарія   | Турин                                                   |  |
| 18:00 CET | Феррарі 14' | (протокол) | Тіткош 48' | Стадіон: Беніто Муссоліні Глядачі: 9000 Суддя: Ян Бізик |  |
| Ювентус: Чезаре Валінассо, Вірджиніо Розетта (к), Альфредо Фоні, Маріо Варльєн, Луїс Монті, Луїджі Бертоліні, Армандо Дієна, Феліче Борель, Гульєльмо Габетто, Джованні Феррарі, Ренато Чезаріні, тренер: Вірджиніо Розетта Хунгарія: Йожеф Уйварі, Карой Кіш, Шандор Біро, Імре Егрі, Густав Шебеш (к), Янош Дудаш, Ференц Шаш, Гайнріх Мюллер, Ласло Чех, Йожеф Турай, Паль Тіткош, тренер: Імре Шенкей |             |            |            |                                                         |  |

| 1/2 перший матч 16 липня 1935 | Спарта (Прага)                | 2:0        | Ювентус   | Прага                                               |  |
| 18:15 CET | Фацінек 43' Заїчек 68' (пен.) | (протокол) | Монті 68' | Стадіон: Летна Глядачі: 36 000 Суддя: Алоїз Беранек |  |
| Спарта: Богумил Кленовець, Ярослав Бургр (к), Йозеф Чтиржокий, Йозеф Коштялек, Ярослав Боучек, Еріх Србек, Фердинанд Фацінек, Олдржих Заїчек, Раймон Брен, Олдржих Неєдлий, Геза Калочаї, тренер: Франтішек Седлачек Ювентус: Чезаре Валінассо, Вірджиніо Розетта (к), Альфредо Фоні, Маріо Варльєн, Луїс Монті, Луїджі Бертоліні, Гастоне Прендато, Феліче Борель, Гульєльмо Габетто, Джованні Феррарі, Ренато Чезаріні, тренер: Вірджиніо Розетта |                               |            |           |                                                     |  |

| 1/2 другий матч 21 липня 1935 | Ювентус                    | 3:1        | Спарта (Прага) | Турин                                                          |  |
| 17:30 CET | Прендато 1' Борель 53' 89' | (протокол) | Неєдлий 65'    | Стадіон: Беніто Муссоліні Глядачі: 17 000 Суддя: Міхай Іванчич |  |
| Ювентус: Чезаре Валінассо, Вірджиніо Розетта (к), Альфредо Фоні, Маріо Варльєн, Луїс Монті, Луїджі Бертоліні, Гастоне Прендато, Феліче Борель, Гульєльмо Габетто, Джованні Феррарі, Ренато Чезаріні, тренер: Вірджиніо Розетта Спарта: Богумил Кленовець, Ярослав Бургр (к), Йозеф Чтиржокий, Йозеф Коштялек, Ярослав Боучек, Еріх Србек, Фердинанд Фацінек, Олдржих Заїчек, Раймон Брен, Олдржих Неєдлий, Геза Калочаї, тренер: Франтішек Седлачек - на 81-й хвилині Монті не забив пенальті — відбив Кленовець |                            |            |                |                                                                |  |

| 1/2 перегравання 28 липня 1935 | Спарта (Прага)                          | 5:1        | Ювентус         | Базель                                                    |  |
| 18:00 CET | Заїчек 18' 90' Брен 36' 85' Фацінек 38' | (протокол) | Фоні 70' (пен.) | Стадіон: Ранкгоф Глядачі: 8000 Суддя: Альберт Едвард Фогг |  |
| Спарта: Богумил Кленовець, Ярослав Бургр (к), Йозеф Чтиржокий, Йозеф Коштялек, Ярослав Боучек, Еріх Србек, Фердинанд Фацінек, Олдржих Заїчек, Раймон Брен, Олдржих Неєдлий, Геза Калочаї, тренер: Франтішек Седлачек Ювентус: Чезаре Валінассо, Вірджиніо Розетта (к), Альфредо Фоні, Маріо Варльєн, Луїс Монті, Луїджі Бертоліні, Гастоне Прендато, Феліче Борель, Гульєльмо Габетто, Джованні Феррарі, Ренато Чезаріні, тренер: Вірджиніо Розетта |                                         |            |                 |                                                           |  |

## Товариські матчі
- 08.09.1935, «Амброзіана-Інтер» — «Ювентус» — 0-0 (Кубок Джузеппе Каймі)
- 11.09.1935, «Ювентус» — Б'єллезе 4-2
- 15.09.1935, «Дженоа» — «Ювентус» — 1-2
- 28.10.1935, Б'єллезе — «Ювентус» — 1-0
- 12.12.1935, «Фауль Вітербо» — «Ювентус» — 0-5
- 16.04.1936, «Ювентус» — Б'єллезе — 6-1